# Odontolabis femoralis
Odontolabis femoralis es una especie de coleóptero de la familia Lucanidae.

## Distribución geográfica
Habita en Malaya y Sumatra en  (Indonesia).